# Čestmír
Čestmír je mužské křestní jméno. Podle českého kalendáře má svátek 8. ledna.
Jedná se o jméno slovanského původu, jehož význam je „mírumilovný“. Významově podobnými jmény jsou Ctirad a Ctislav. Ženským ekvivalentem je Čestmíra.
Domácké nebo zdrobnělé podoby jsou Čestmírek, Česťa, Čestík, Míra, Mirek.

## Statistické údaje
Následující tabulka uvádí četnost jména v ČR a pořadí mezi mužskými jmény ve srovnání dvou roků, pro které jsou dostupné údaje MV ČR – lze z ní tedy vysledovat trend v užívání tohoto jména:
| Rok       | Četnost      | Pořadí     |
| 1999      | 3 583        | 97.        |
| 2002      | 3 456        | 97.        |
| 2006      | 3 150        | 110.       |
| 2013      | 2 715        | 273.       |
| 2016      | 2 562        | 286.       |
| Porovnání | o 1 021 méně | o 189 hůře |

Změna procentního zastoupení tohoto jména mezi žijícími muži v ČR (tj. procentní změna se započítáním celkového úbytku mužů v ČR za sledované tři roky 1999-2002) je -2,8%.

## Známí nositelé jména
- Čestmír Adam – bývalý vedoucí funkcionář Československé strany socialistické
- Čestmír Jeřábek – český spisovatel, dramatik a literární kritik
- Čestmír Řanda – český herec
- Čestmír Suška – český sochař
- Čestmír Mudruňka – český sochař
- Čestmír Císař – český politik
- Čestmír Šimáně – Profesor Šimáně, český atomový fyzik, zakladatel a první ředitel Ústavu jaderné fyziky v Řeži u Prahy
- Čestmír Stehlík – psycholog
- Čestmír Jech – Doc. Čestmír Jech patřil k zakládajícím členům Ústavu fyzikální chemie ČSAV
- Čestmír Čepelka – profesor práv na Karlově univerzitě
- Čestmír Kopecký – filmový producent
- Čestmír Strakatý – český novinář, dramaturg, moderátor a podcaster

### Fiktivní osoby
- Létající Čestmír – hlavní hrdina stejnojmenného televizního seriálu
- Čestmír Mázl - jedna z hlavních postav seriálu Ordinace v růžové zahradě 2

### Bájná osoba
- vojevůdce Čestmír (Čstmír) – postava z Rukopisu královédvorského a Starých pověstí českých